# Jardin des plantes de Montpellier
Le jardin des plantes de Montpellier est un jardin botanique universitaire fondé en 1593 et qui fait partie intégrante du patrimoine de la faculté de Médecine de Montpellier et de l'université de Montpellier. C'est le plus ancien jardin botanique de France devant celui de Strasbourg fondé en 1619, celui de Paris créé en 1635 et celui de Caen en 1736. Ce jardin a une triple vocation : botanique, historique et universitaire.
Lors de sa fondation en 1593 par Pierre Richer de Belleval, le jardin des plantes de Montpellier était destiné à la culture des « simples », mais le projet de Richer dépassa rapidement les seules plantes médicinales qui servaient à l’enseignement des futurs médecins et apothicaires pour devenir un véritable outil d’étude botanique, inédit à l’époque.

## Historique
En 1593, Henri IV confia à Pierre Richer de Belleval la création d’un jardin botanique suivant le modèle de celui de Padoue créé en 1545. Le projet prend rapidement de l’ampleur et ne se limite pas à la culture des simples. Richer en publie le catalogue en 1598, mais les guerres de Religion qui ravagent la région anéantissent également le jardin lors du siège de la ville en 1622. Richer de Belleval doit tout reprendre à zéro. Au début du XVIIe siècle, le jardin des plantes de Montpellier fut non seulement un jardin scientifique, avec son importante collection de végétaux, mais un jardin précurseur dans sa manière d’appréhender le monde végétal dans sa diversité, en reproduisant différents milieux (ombragé, ensoleillé, humide, sablonneux, pierreux…) et en consacrant un emplacement aux plantes exotiques.
En 1851, le botaniste Charles Frédéric Martins est nommé directeur du jardin des plantes de Montpellier, charge qu'il conservera jusqu'en 1879. En 1860, il fit construire une grande serre, dans le jardin botanique de Montpellier, qui porte aujourd'hui son nom, la serre Martins.

## Le jardin des plantes aujourd'hui
Sa valeur pédagogique étant reconnue, il est fréquenté par nombre de botanistes, médecins et pharmaciens, écoliers et étudiants mais aussi, par des amateurs de la flore, des touristes et de nombreux amoureux de la nature et des plantes. Le Jardin des plantes, qui s'étend sur 4,6 hectares, est propriété de l’État, affecté à l’université de Montpellier et géré par la faculté de Médecine de Montpellier. Son directeur actuel est le professeur John De Vos, qui a succédé en 2024 au professeur Thierry Lavabre-Bertrand.
C'est l'un des plus beaux éléments du patrimoine paysager de Montpellier et il a été classé Site protégé en 1984 et classé monument historique en 1992. Il a obtenu en 2022 le label « jardin remarquable ».
Sa restauration, cadrée par une étude préalable de l'architecte en chef des Monuments historiques, est en cours (2010), avec la réhabilitation de la serre Martins et l'aménagement de ses abords. En 2022, la Maison de l’intendance du jardin des plantes, située au jardin de la Reine est retenu comme un des projets emblématiques du loto du patrimoine.

## Informations pratiques
Le Jardin des plantes se visite du mardi au dimanche, en été (du 1er juin au 30 septembre) de 12 h à 20 h et en hiver (du 1er octobre au 31 mai) de 12 h à 18 h, et l’entrée en est gratuite.
Via l'utilisation des transports en commun, le Jardin des plantes est accessible en tramway, aux arrêts : « Place Albert Ier - Saint-Charles », par la ligne 1 du tramway et « Albert Ier - Cathédrale », par la ligne 4 du tramway.
Une station de Vélomagg' est disponible devant l'entrée du Jardin.
Un accès est aménagé pour les personnes à mobilité réduite moyennant la sollicitation auprès du personnel.
L'Institut de botanique construit en 1889 par le professeur Charles Henri Marie Flahault et qui jouxte le Jardin des plantes, abrite aujourd'hui le siège de l'université de Montpellier.

## Quelques données sur le jardin des plantes de Montpellier
- Classé site protégé le 12 février 1962, il est classé Monument historique depuis le 3 septembre 1992 ;
- Superficie : 46 460 m2.
- Collections : 
  - nombre de végétaux à ciel ouvert : 2 200 espèces dont 760 arbres ;
  - nombre de végétaux en serres : 1 000 espèces, réparties entre : l’orangerie (1804) ; les serres Planchon : cinq chapelles dont la plus grande consacrée aux plantes d'Amérique du Sud ; la serre Martins : cactacées et plantes succulentes ; la serre Harant : arbustes tropicaux.
- Statuaire importante, avec une quinzaine de bustes des médecins-naturalistes ayant œuvré au Jardin des plantes, le monument de Rabelais (1921) et le tombeau (légendaire) de Narcissa (1785-1810), fille du poète Edward Young, statue de Carl von Linné.
- Fonction pédagogique, avec annuellement :
  - des visites universitaires : 200 étudiants de pharmacie et de sciences ;
  - des visites scolaires : 3 000 élèves ;
  - des stages des professions agricoles et paysagères : 20 à 30 stagiaires ;
  - des ateliers de « connaissance des plantes médicinales » pour enfants (300 enfants), ateliers parrainés par l'Institut Klorane ;
  - la participation à l'opération « adoptez un jardin » du ministère de l'Éducation nationale avec mini-guide de visite et CD-Rom (collège de Fontcarrade à Montpellier) ;
  - diverses manifestations culturelles dont Primavera (exposition et vente de plantes rares) qui a lieu chaque année à l'avant dernier dimanche du mois de mars.

## Personnalités liées au jardin des plantes de Montpellier

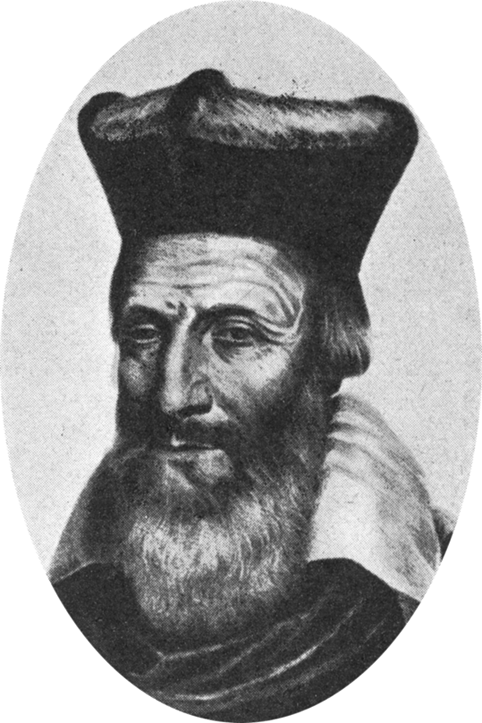
Pierre Richer de Belleval, Intendant de 1593 à 1632.
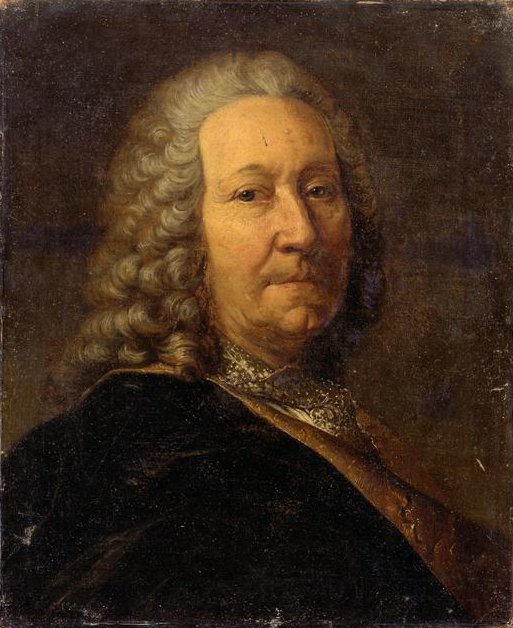
François Chicoyneau, intendant à partir de 1664.
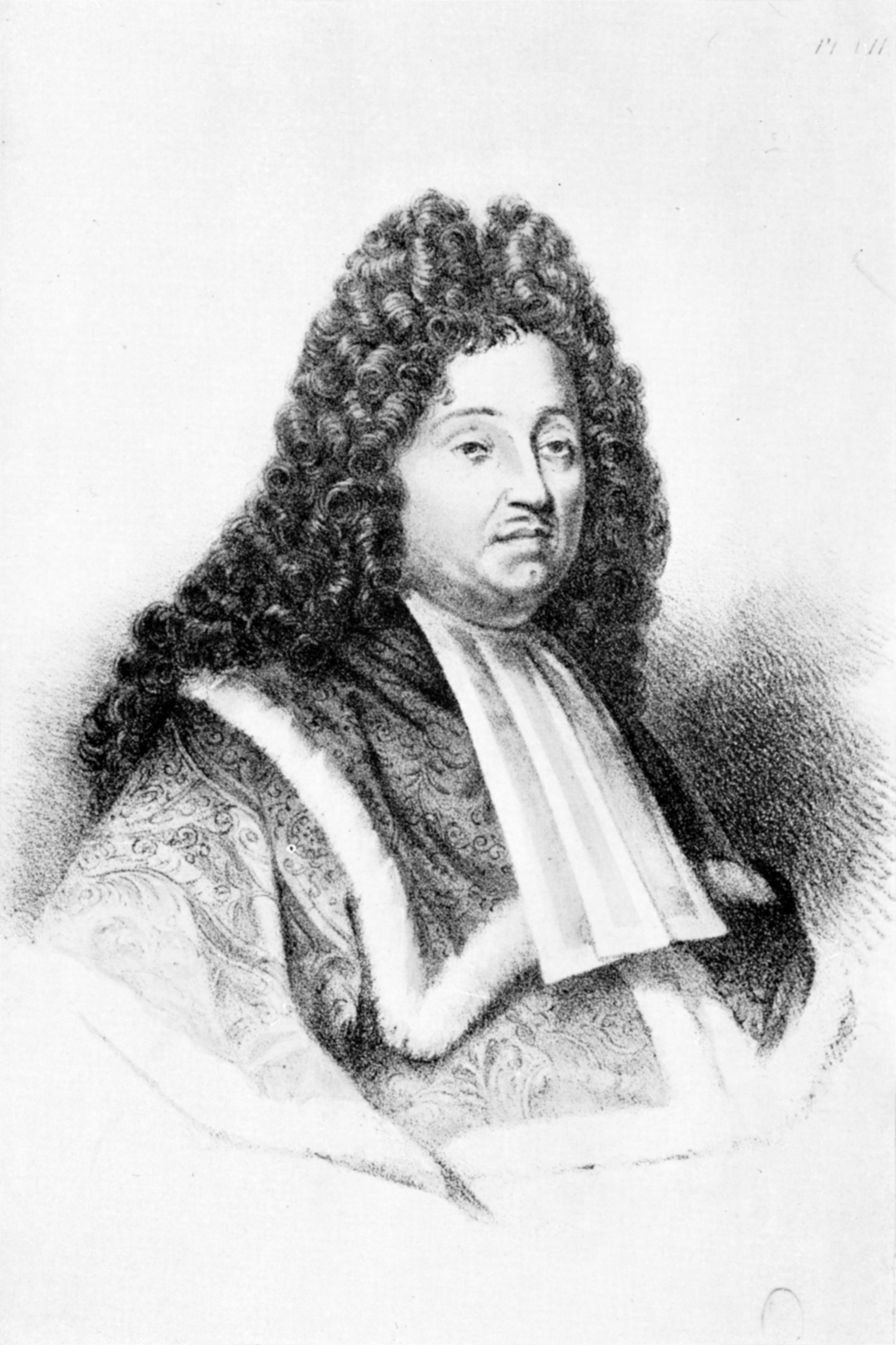
Pierre Magnol, intendant du Jardin des Plantes à partir de 1697.
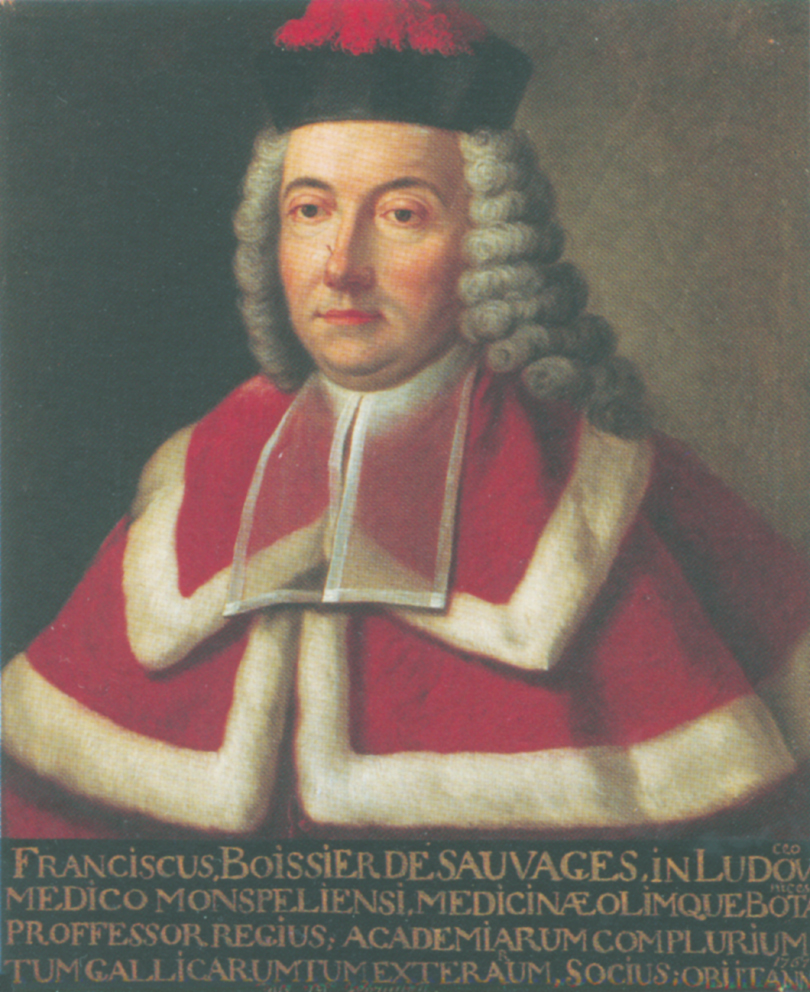
François Boissier de Sauvages, Intendant de 1740 à 1758.
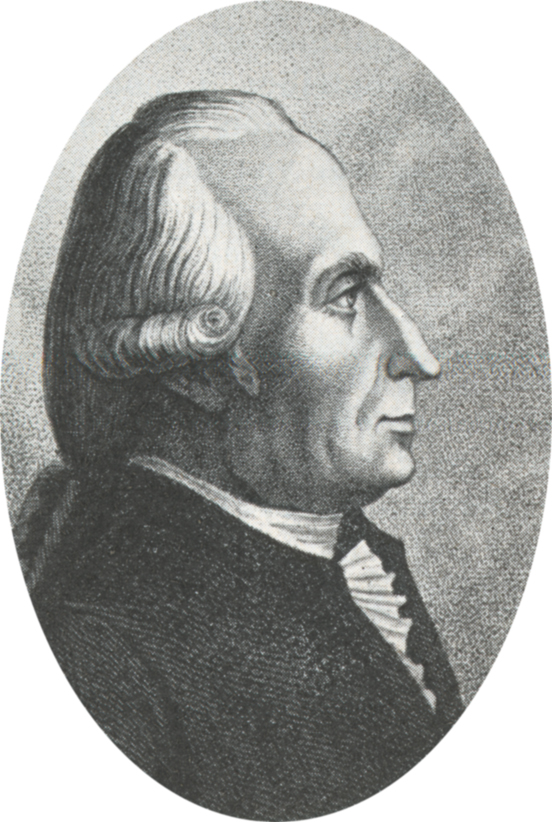
Antoine Gouan, directeur du Jardin des Plantes de 1794 à 1803.
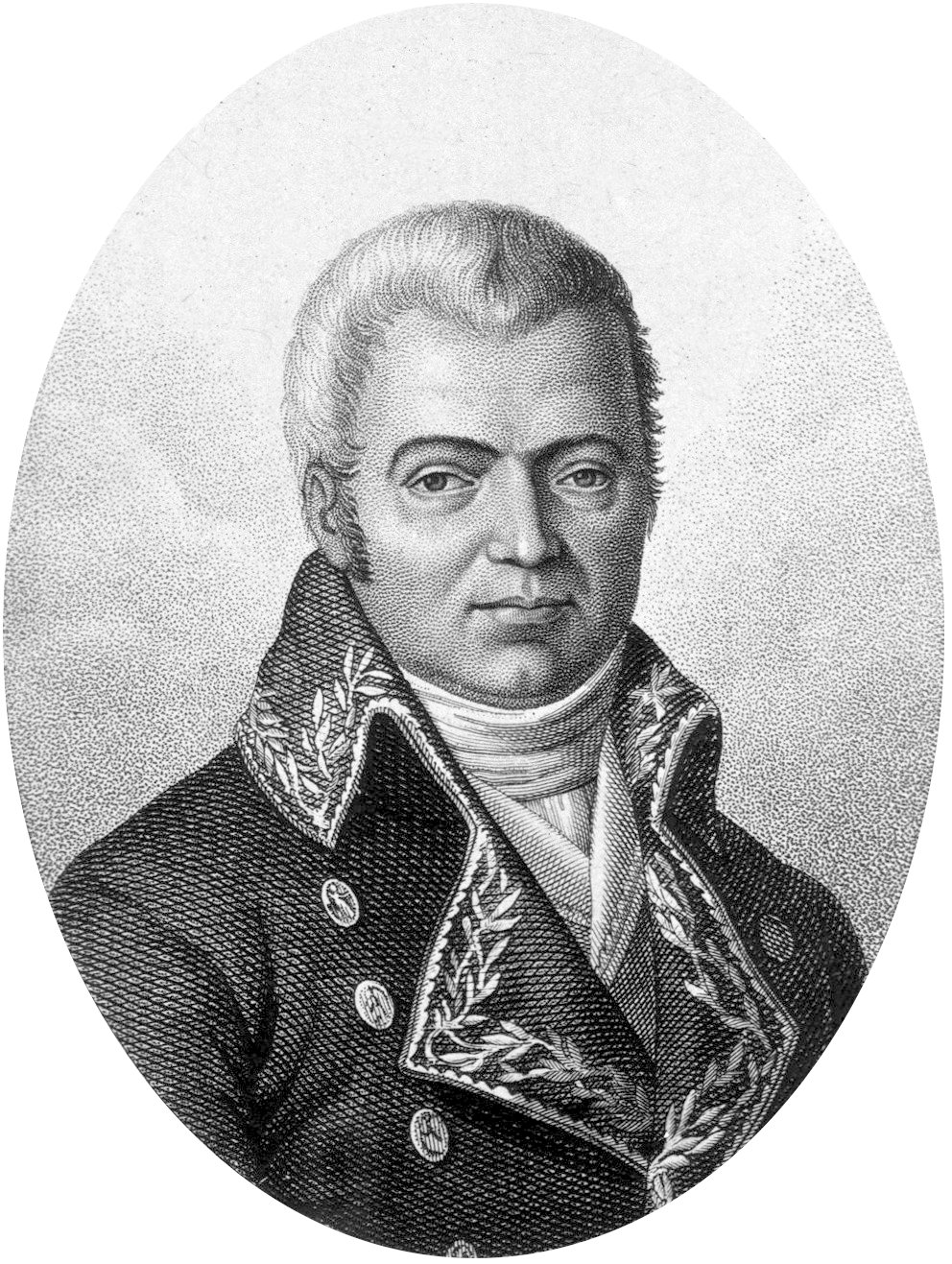
Pierre Marie Auguste Broussonet, directeur de 1803 à 1807.
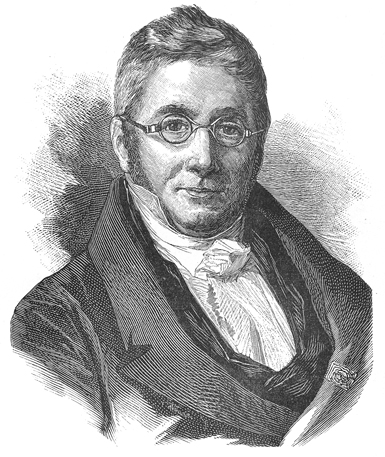
Augustin Pyrame de Candolle, directeur de 1807 à 1816.
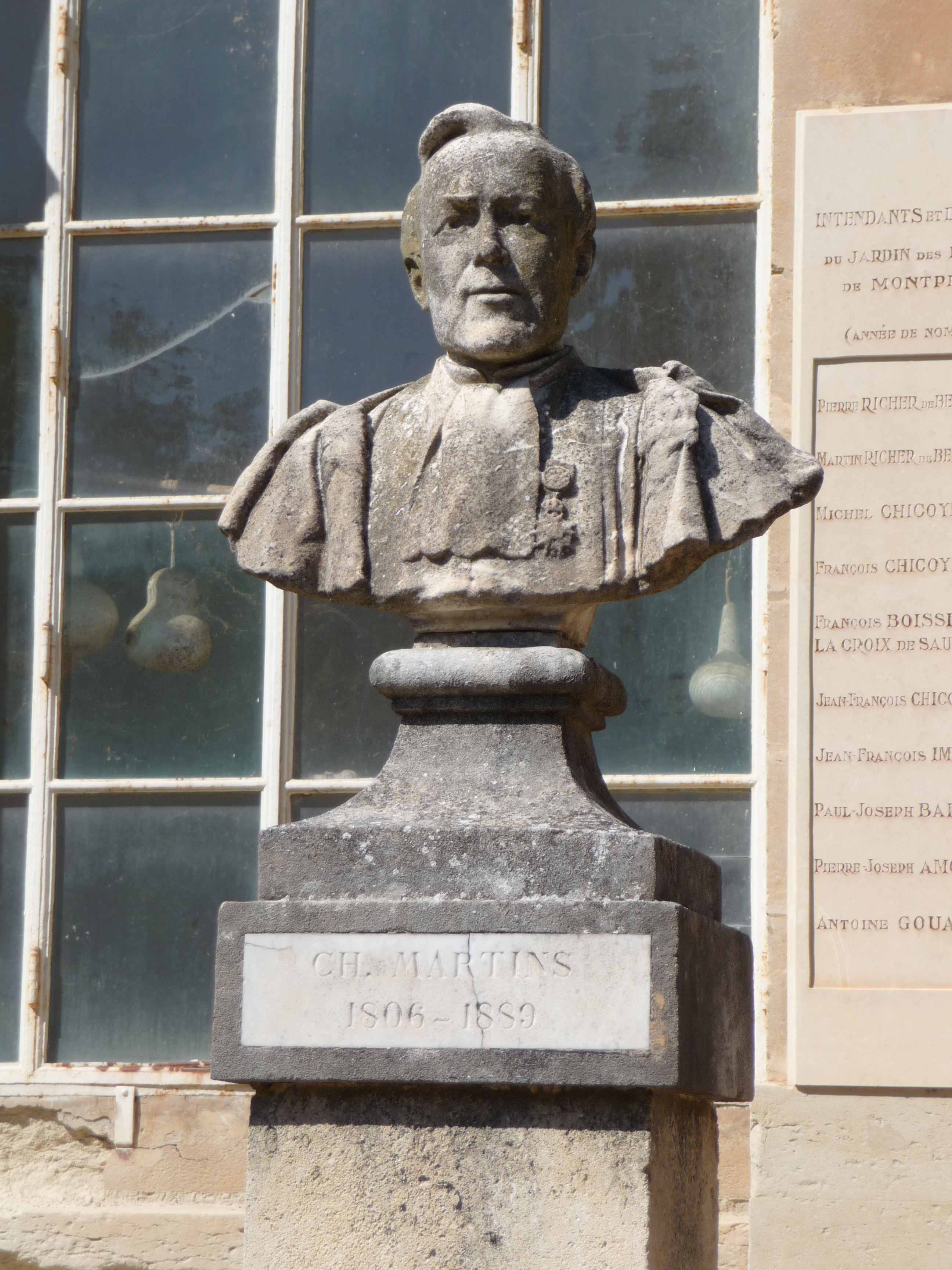
Charles Frédéric Martins, directeur de 1851 à 1879.
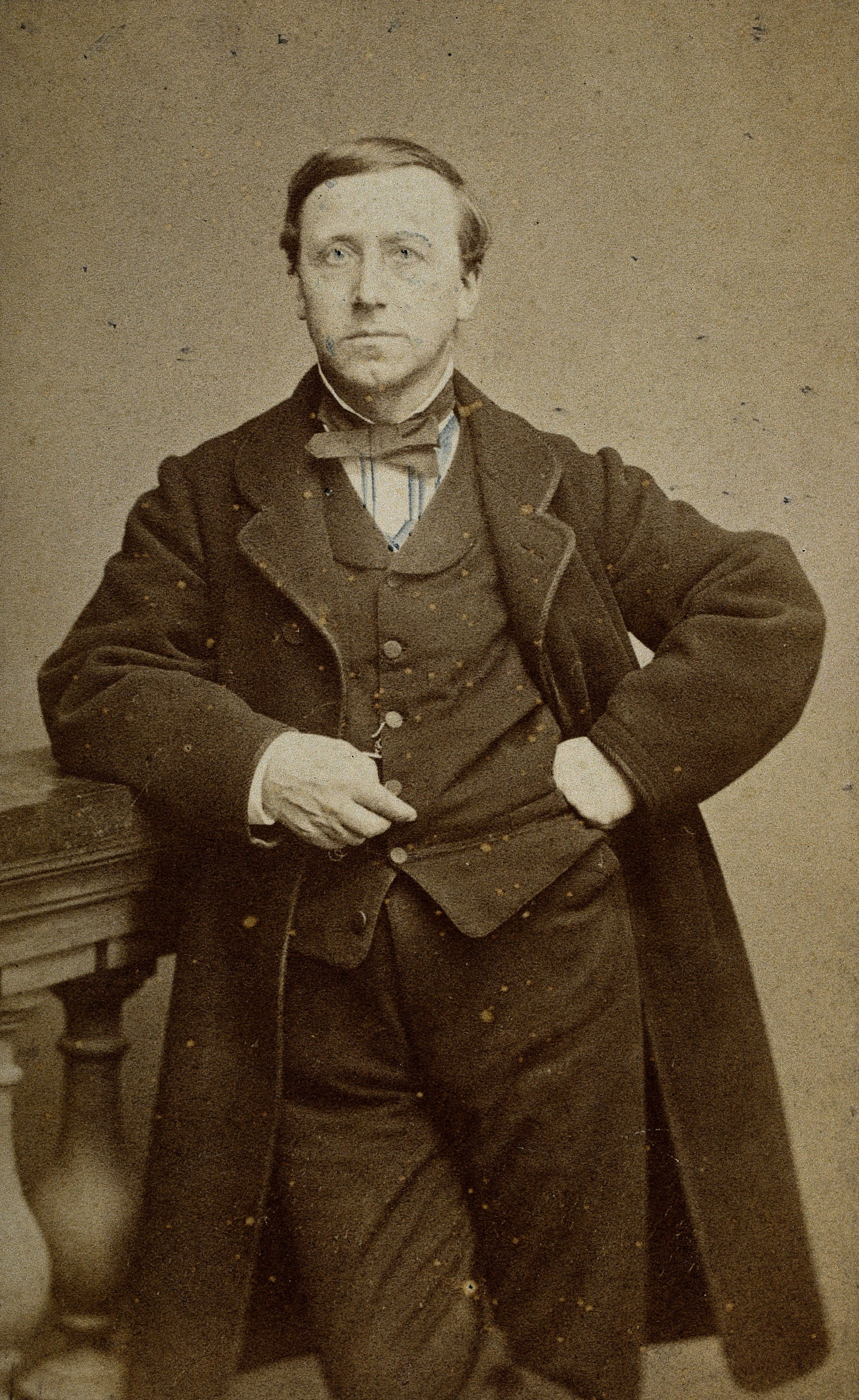
Jules Émile Planchon, directeur à partir de 1881.
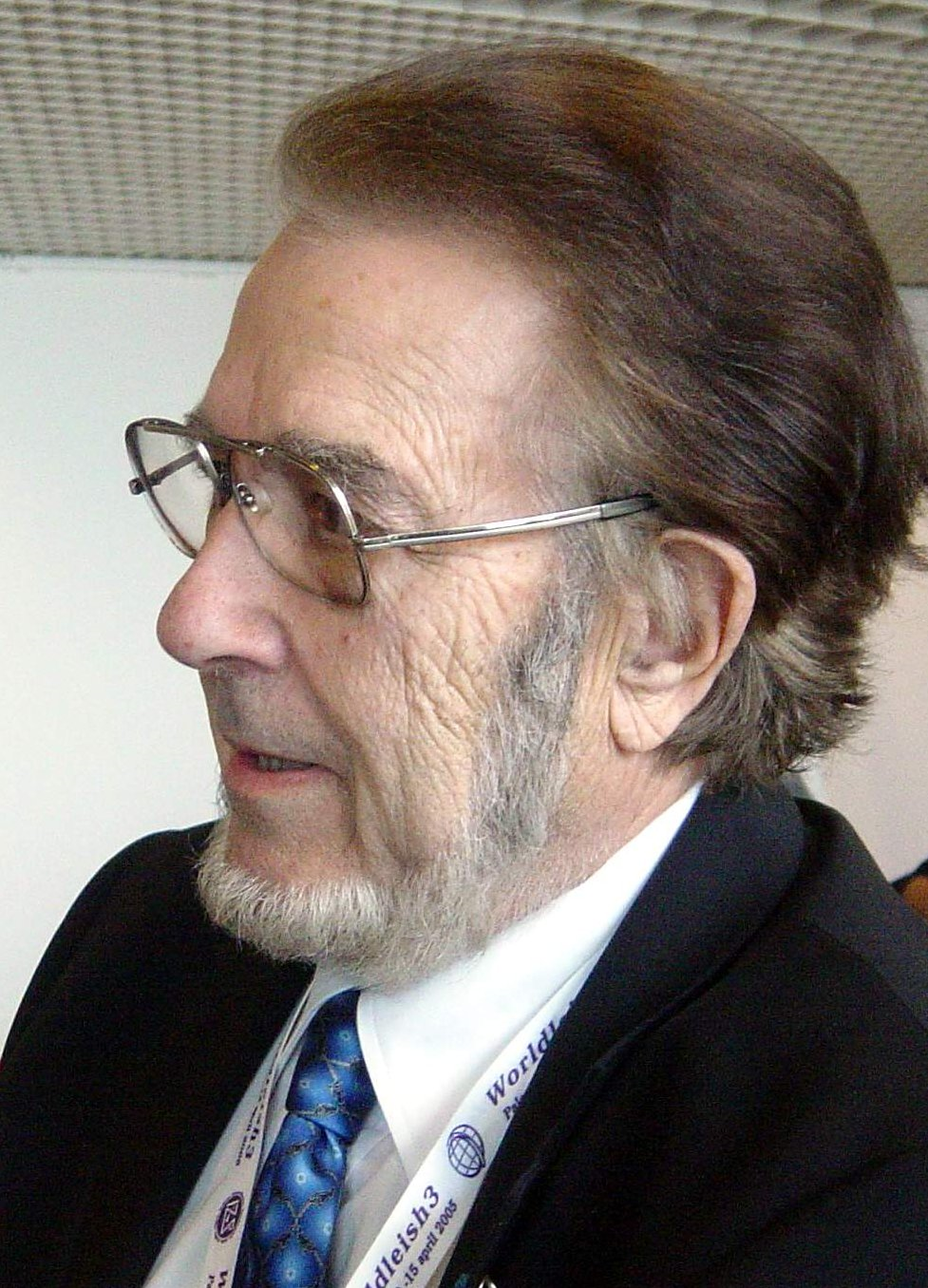
Jean-Antoine Rioux (1925–2017), directeur de 1977 à 1993.

## Galerie

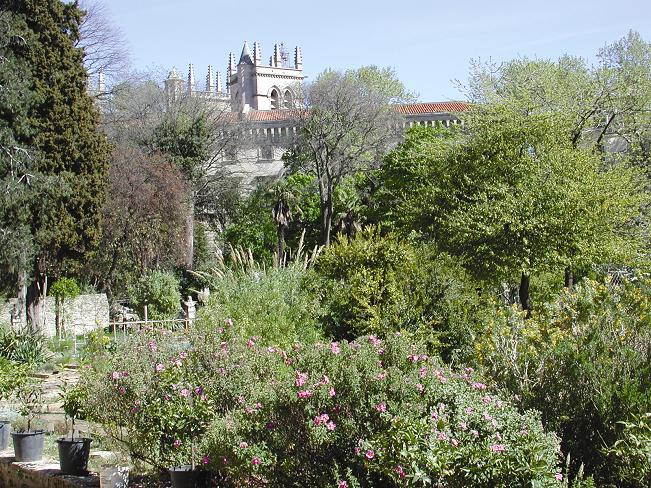
Le jardin des plantes de Montpellier.
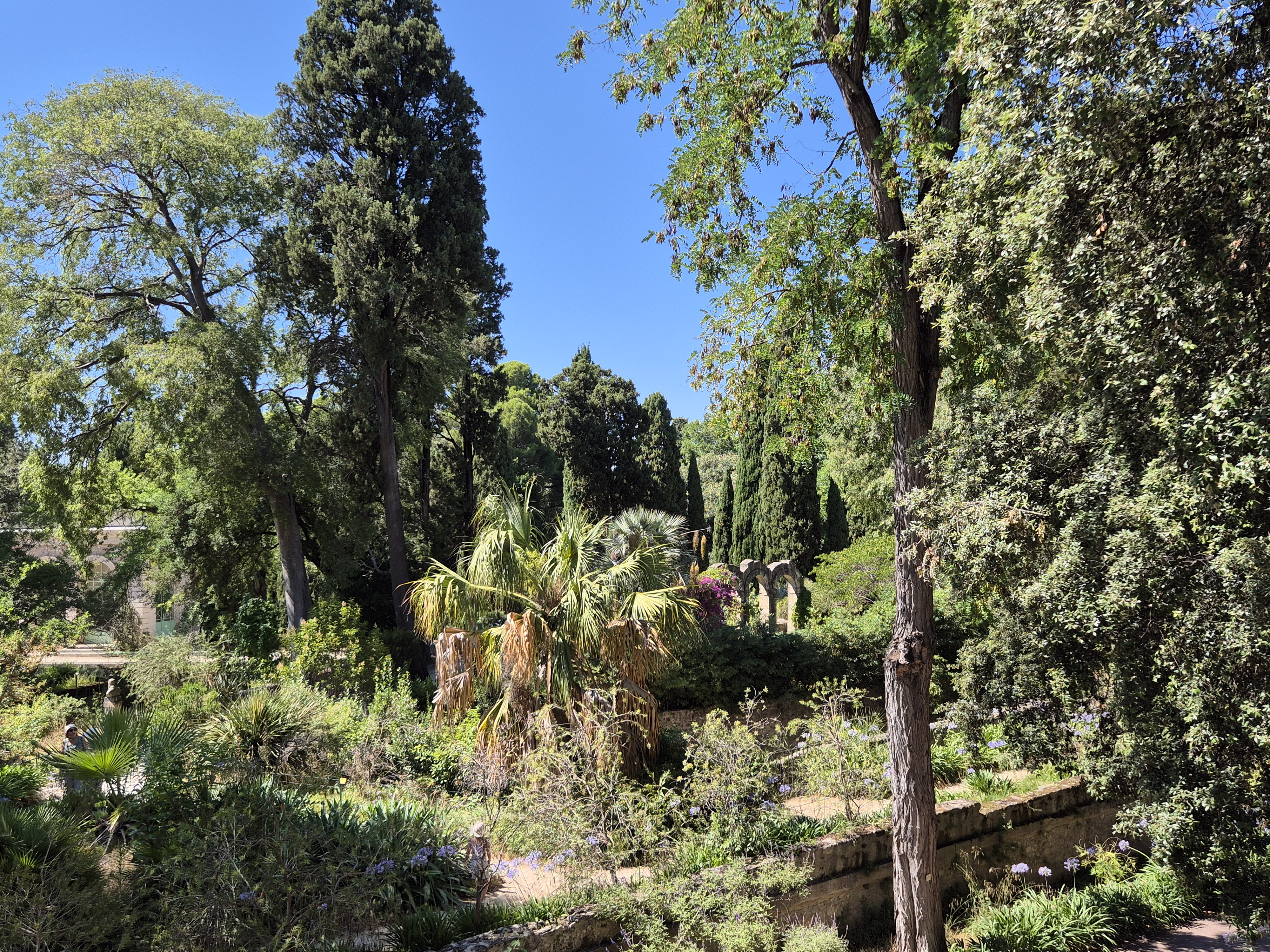
Vue de la « montagne ».
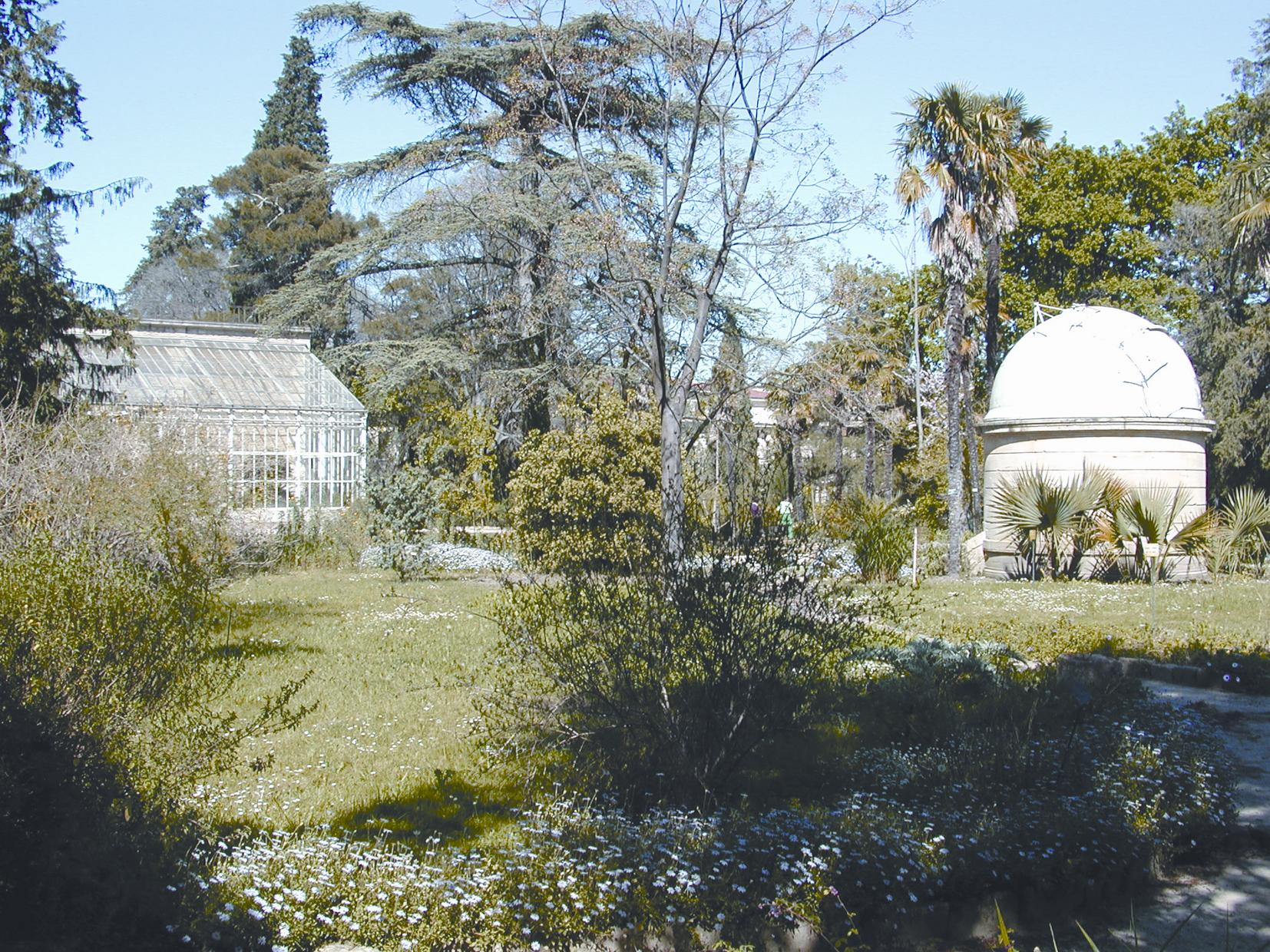
Le Jardin des plantes et vue sur l'observatoire astronomique.
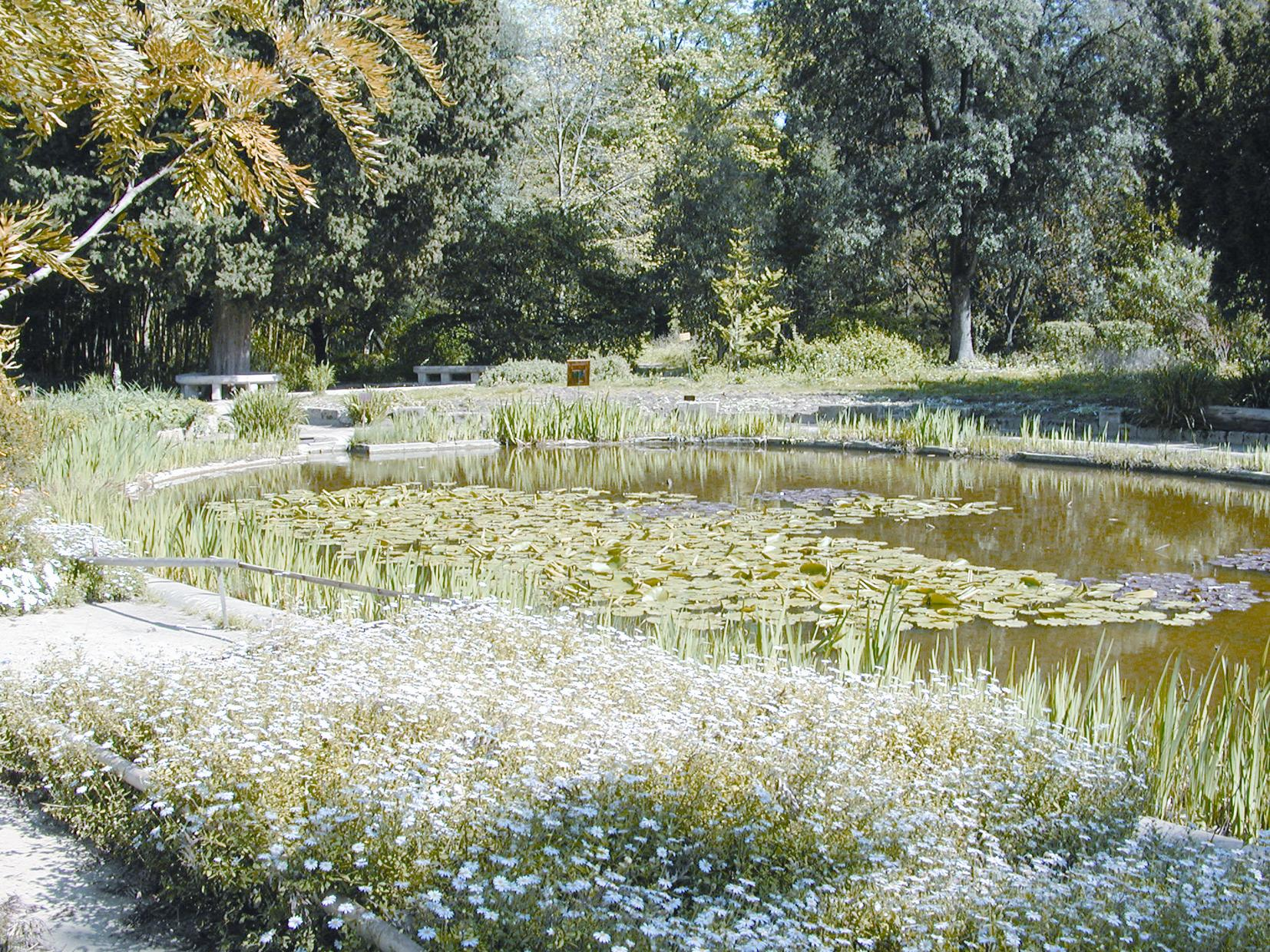
La mare aux lotus.
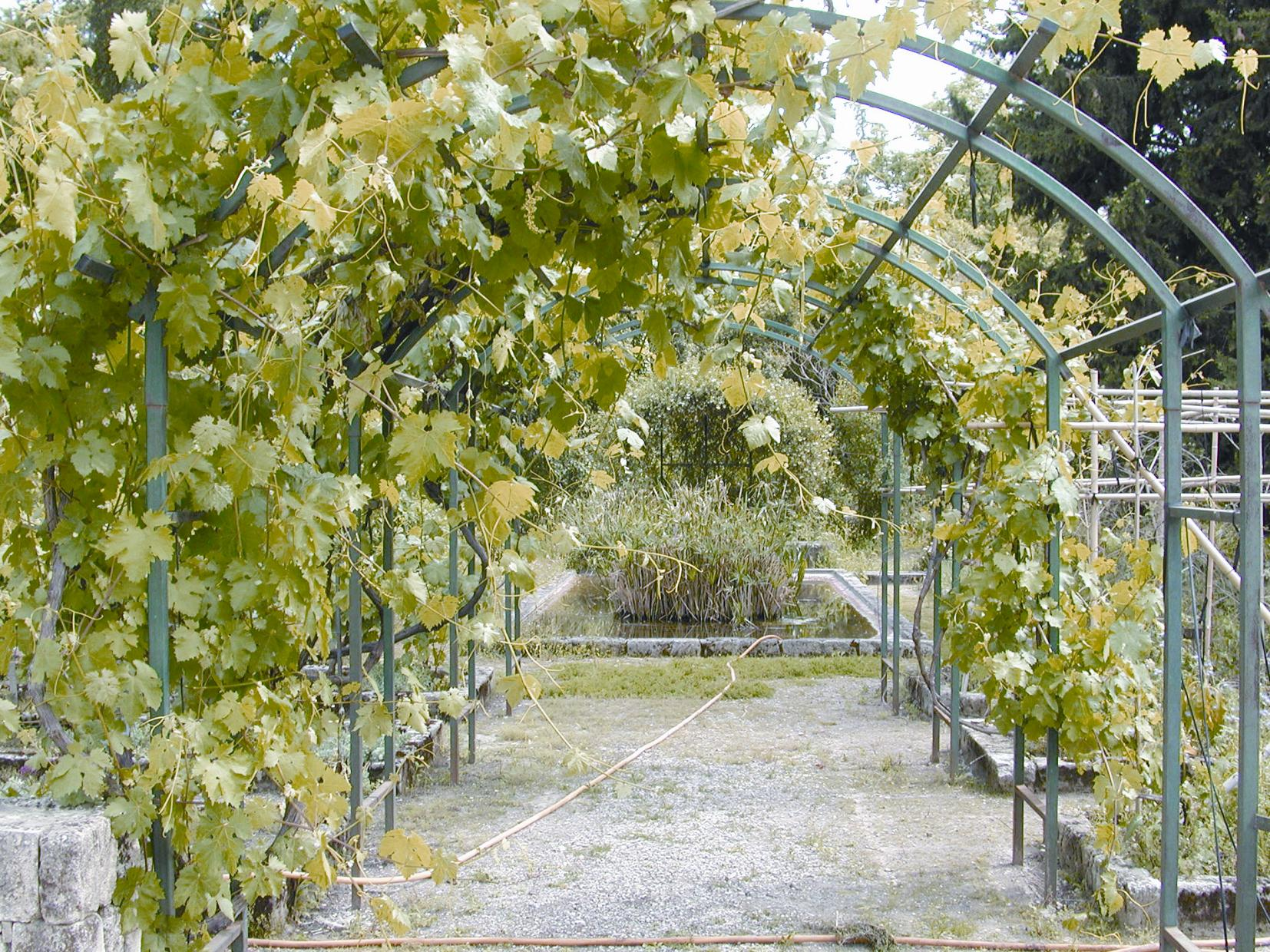
Vigne en « treille ».
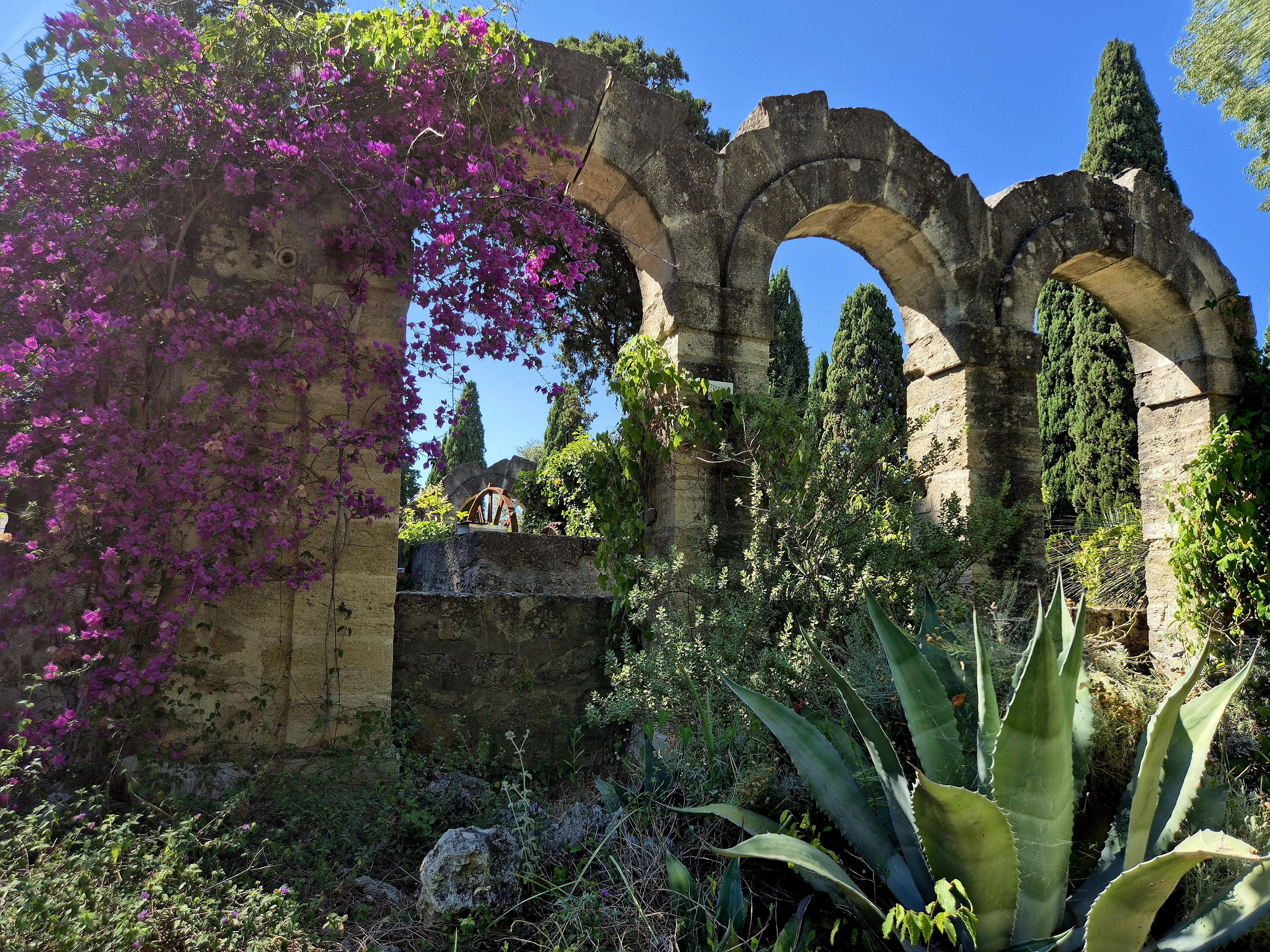
La noria.
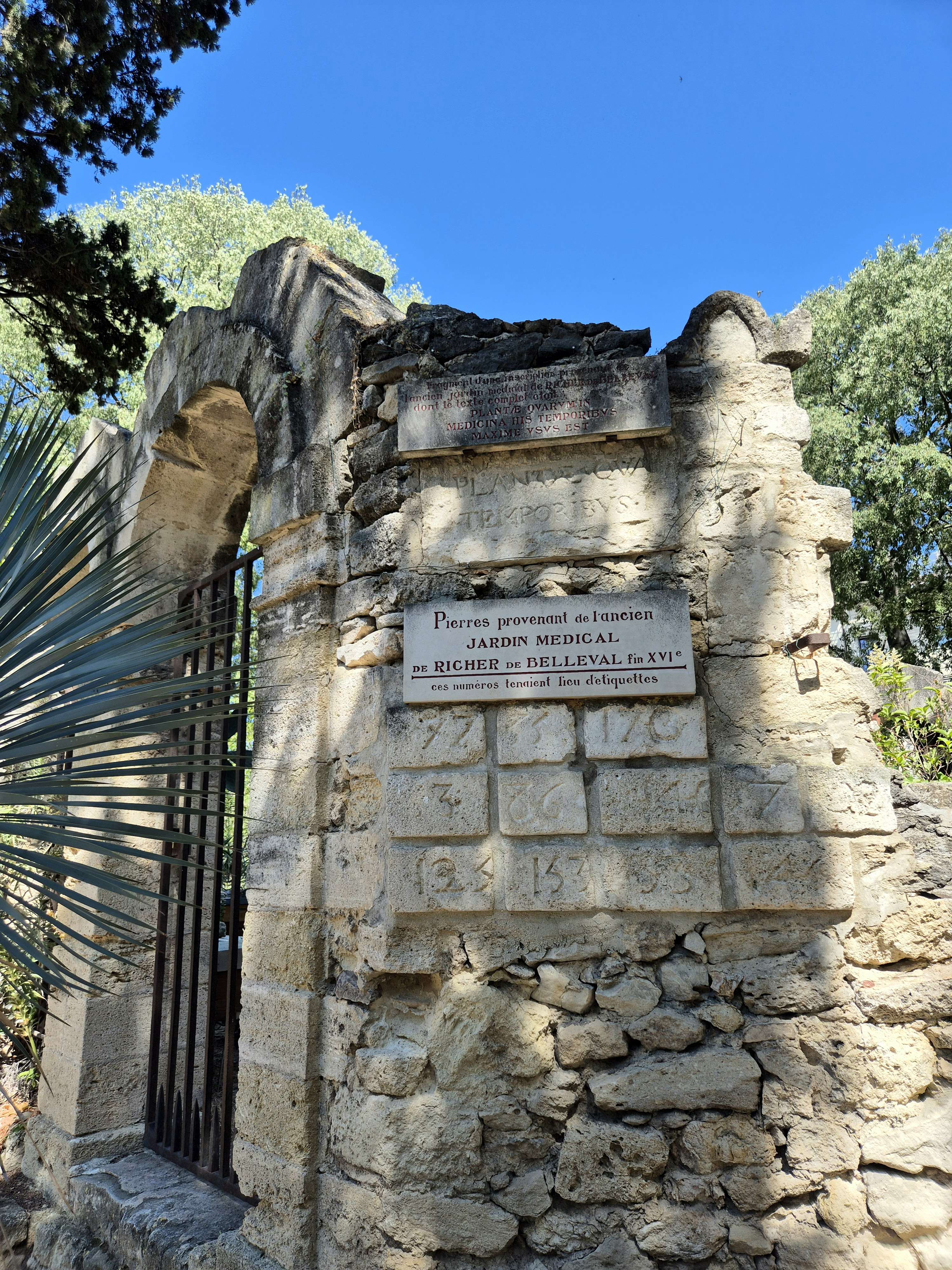
Vestiges de l'ancien jardin médical de Richer de Belleval.
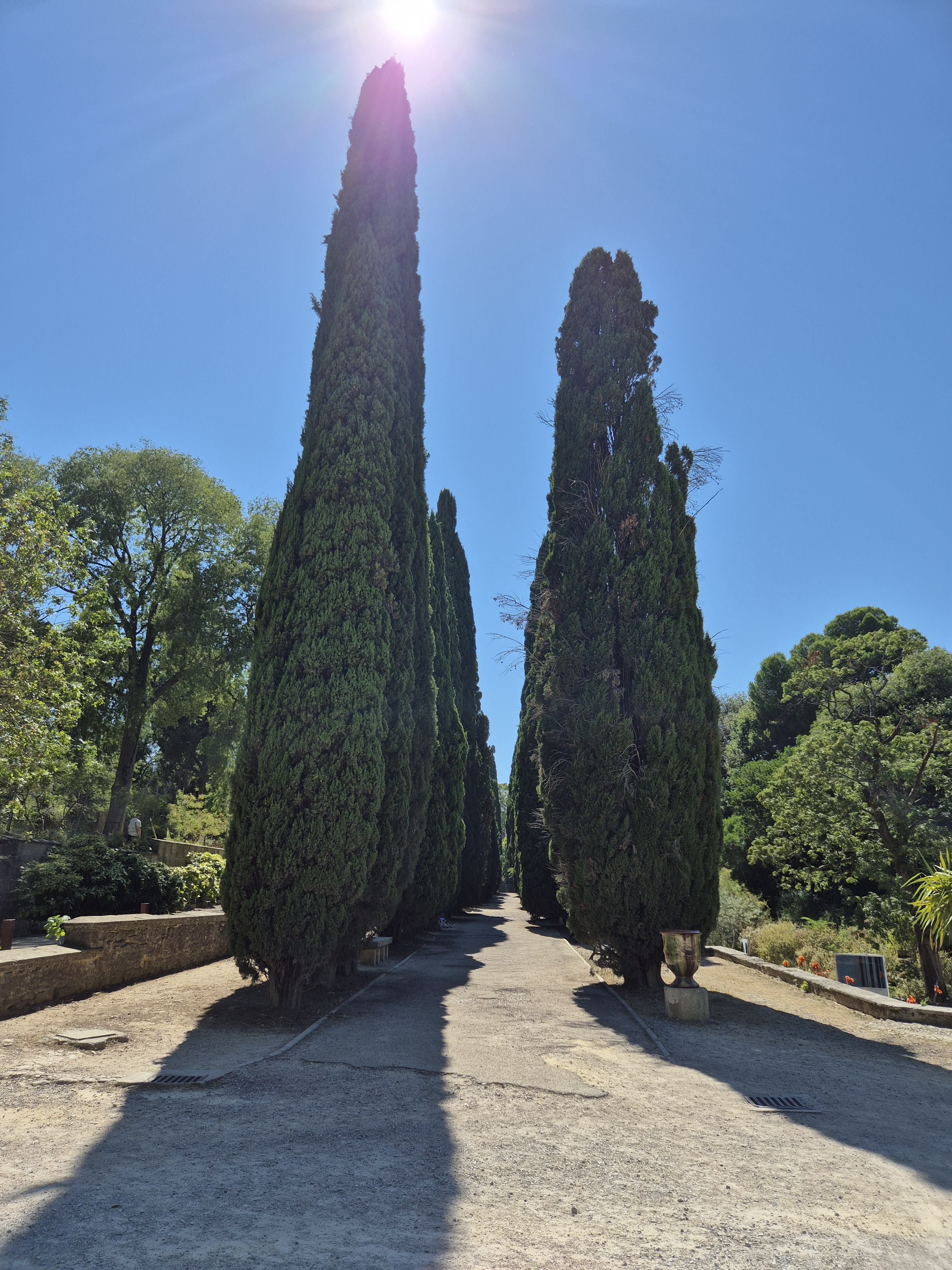
Allée Charles Martins.
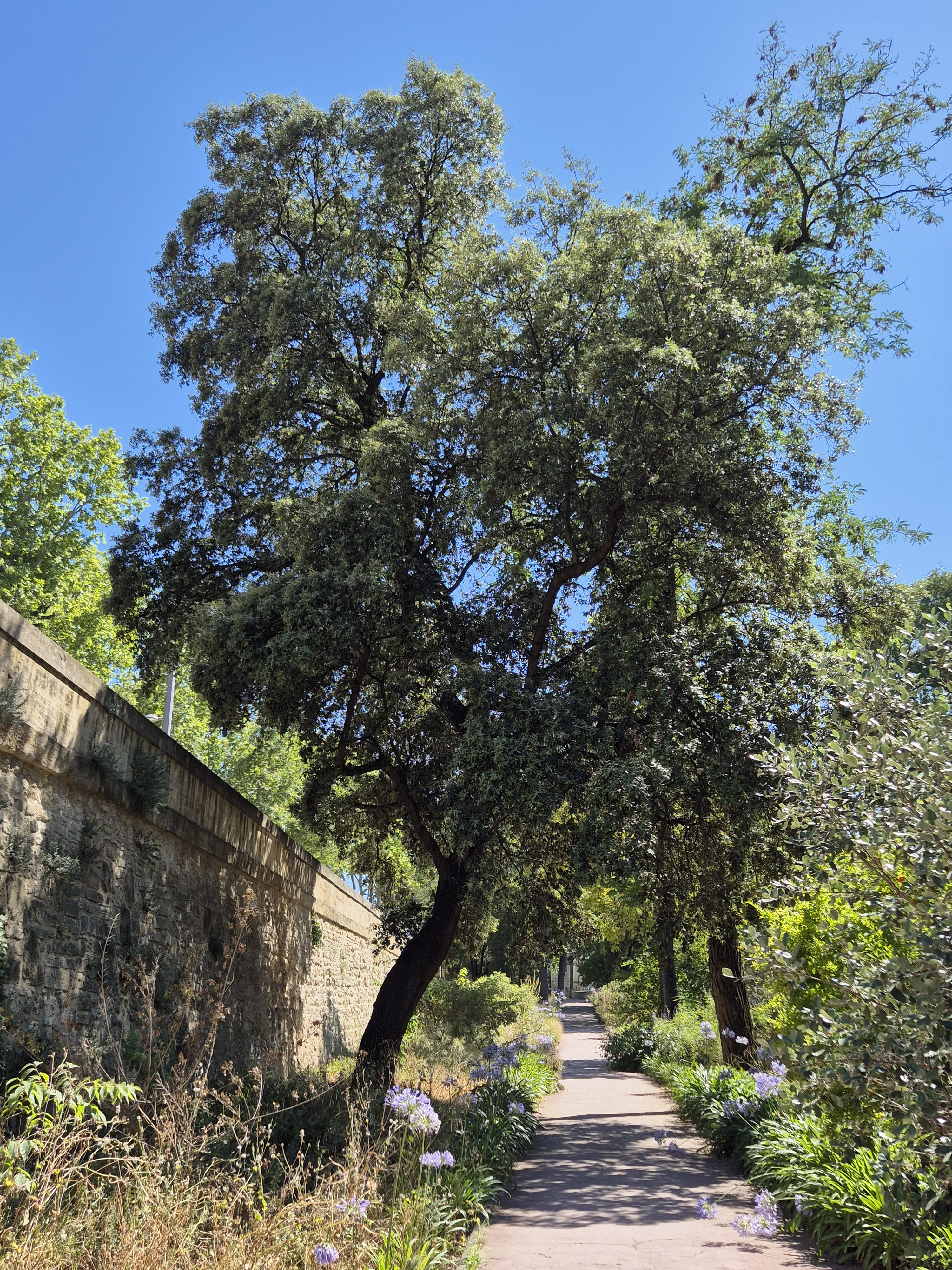
Allée François Boissier de Sauvages.
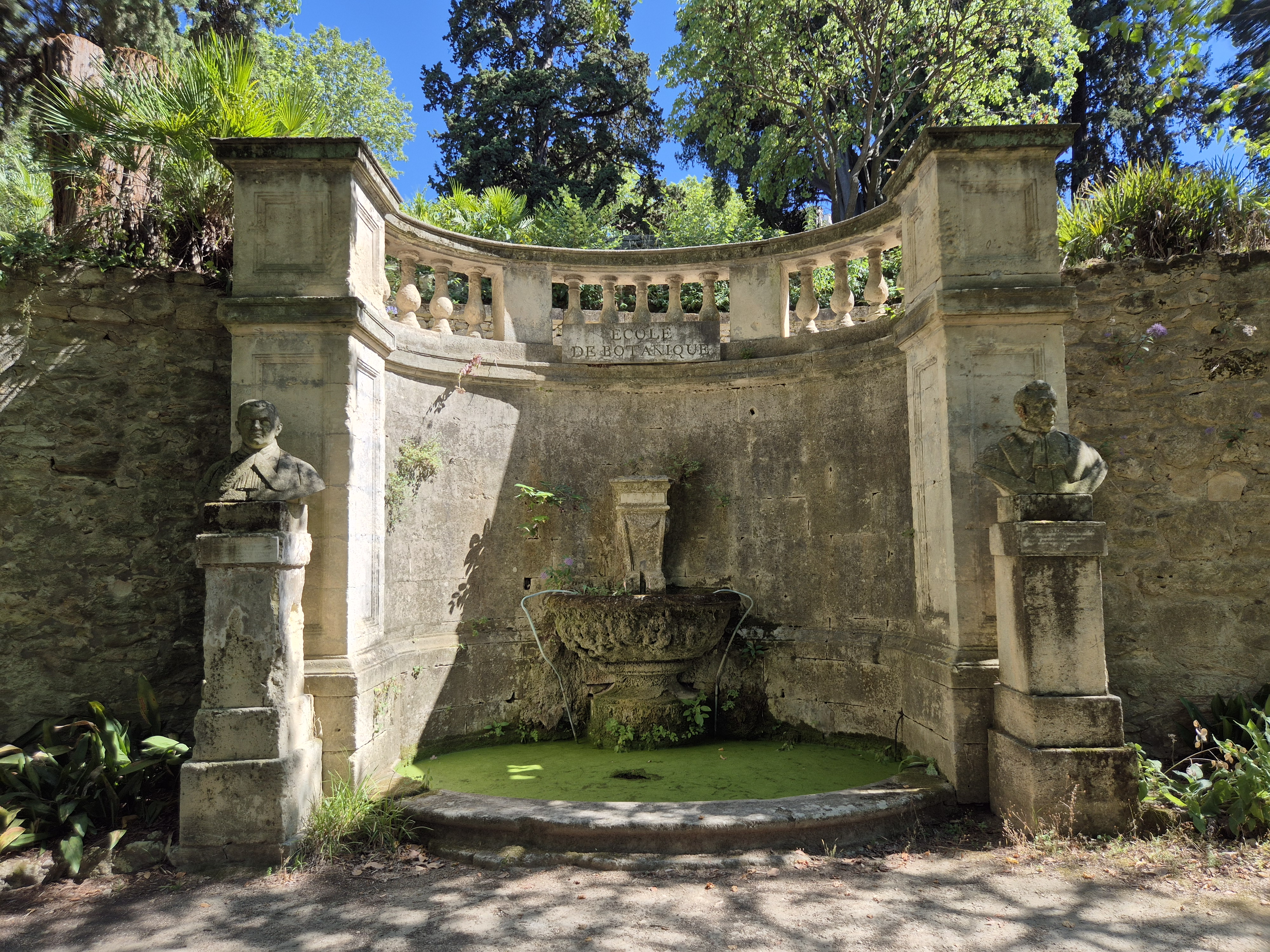
Bassin de l'École de botanique, entouré des bustes de Alire Raffeneau-Delile (gauche) et Pierre Broussonet (droite).
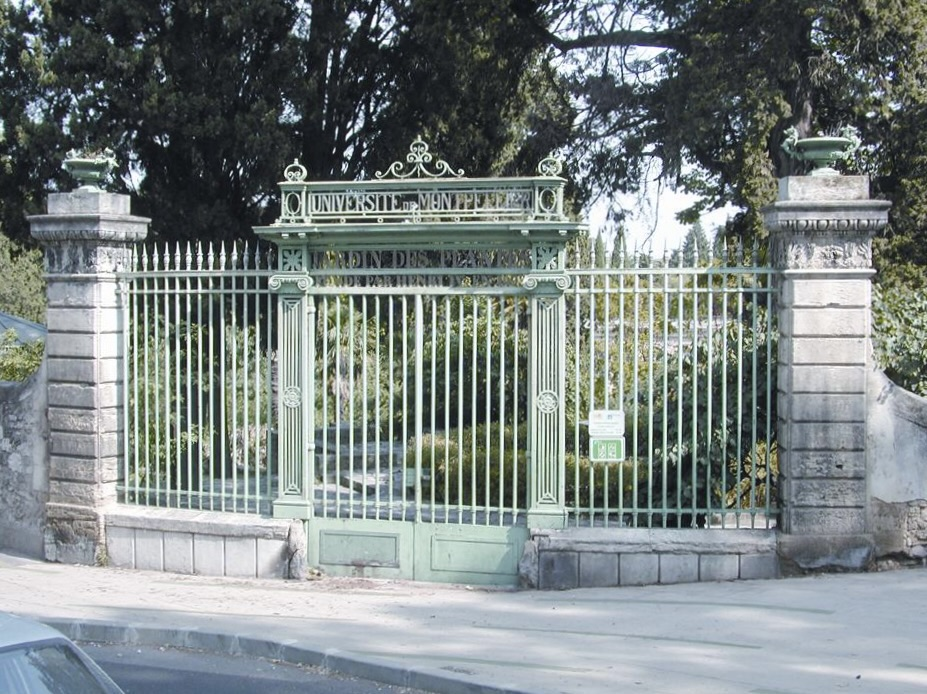
L'entrée du Jardin des Plantes au boulevard Henri-IV.
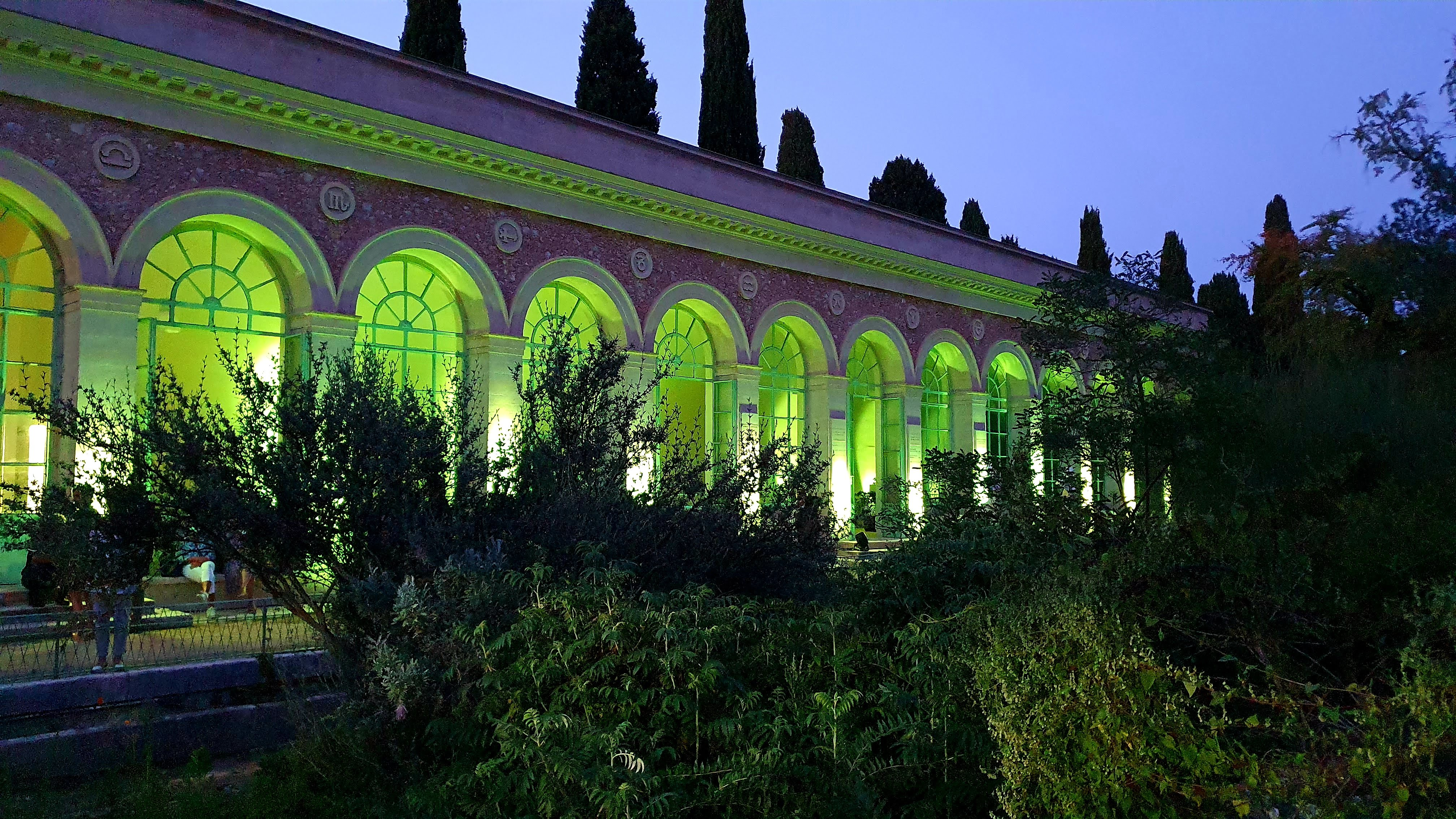
L'orangerie lors des festivités du 800e anniversaire de la faculté de médecine.
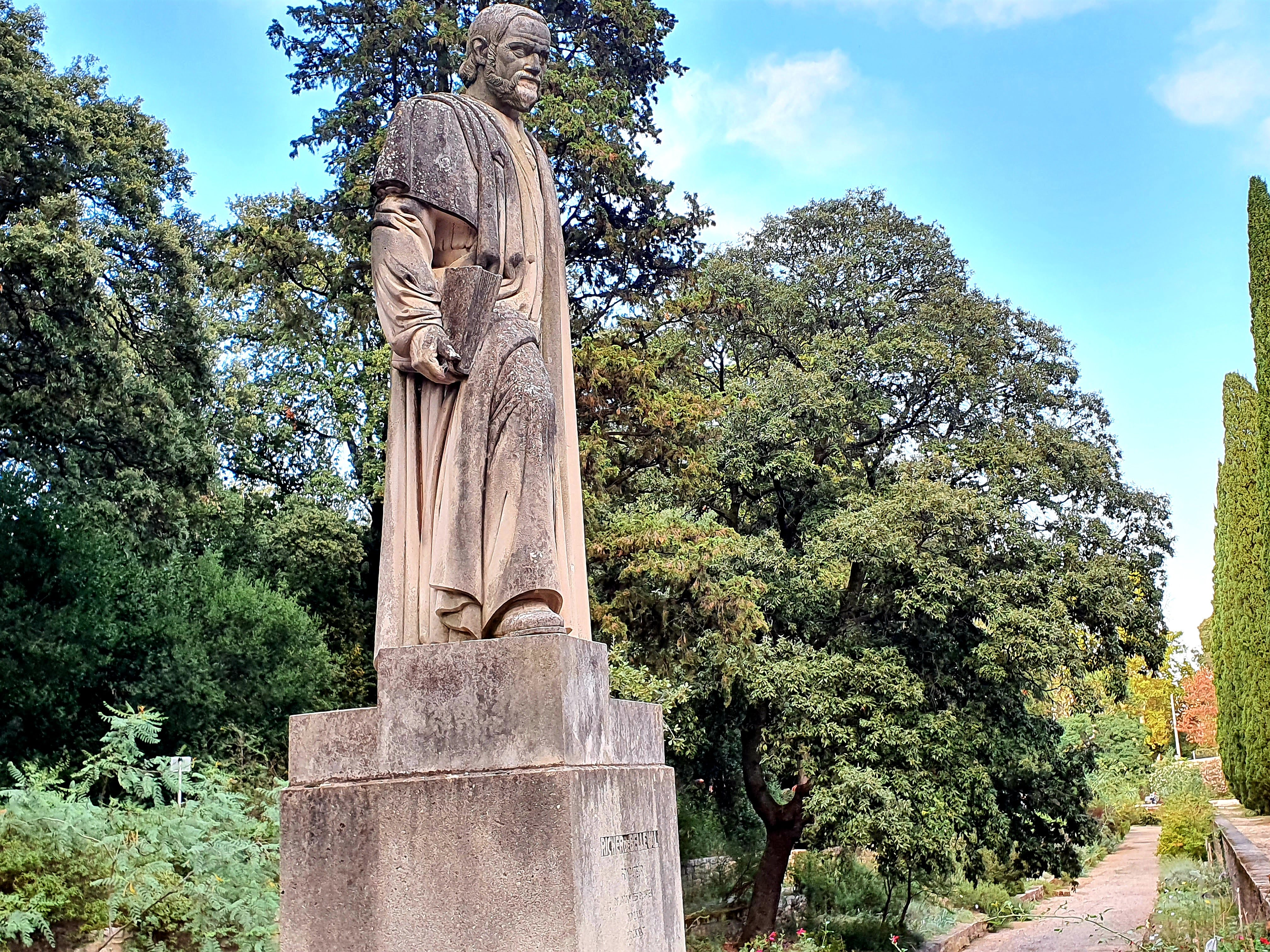
Statue de Pierre Richer de Belleval.
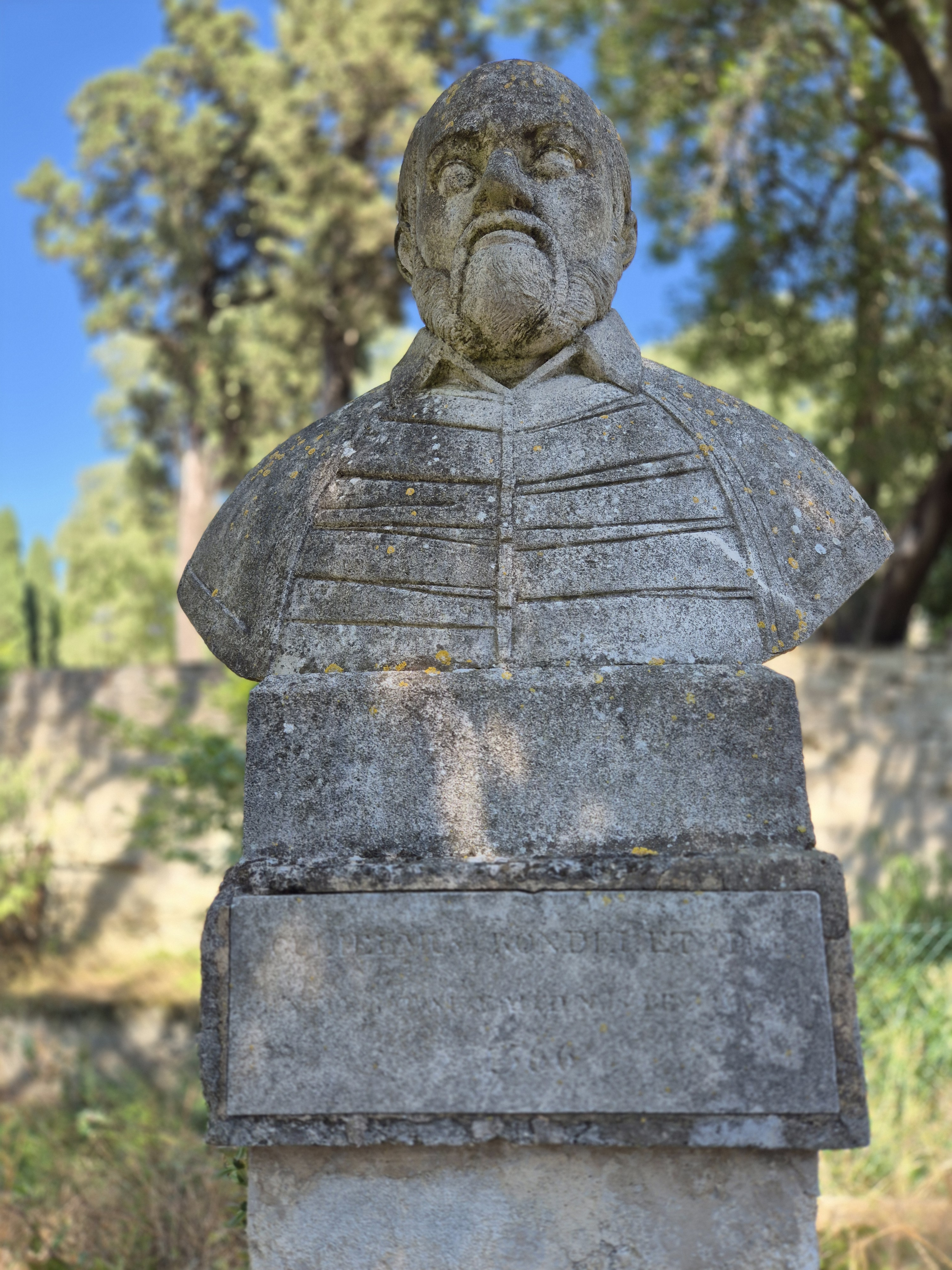
Buste de Guillaume Rondelet.
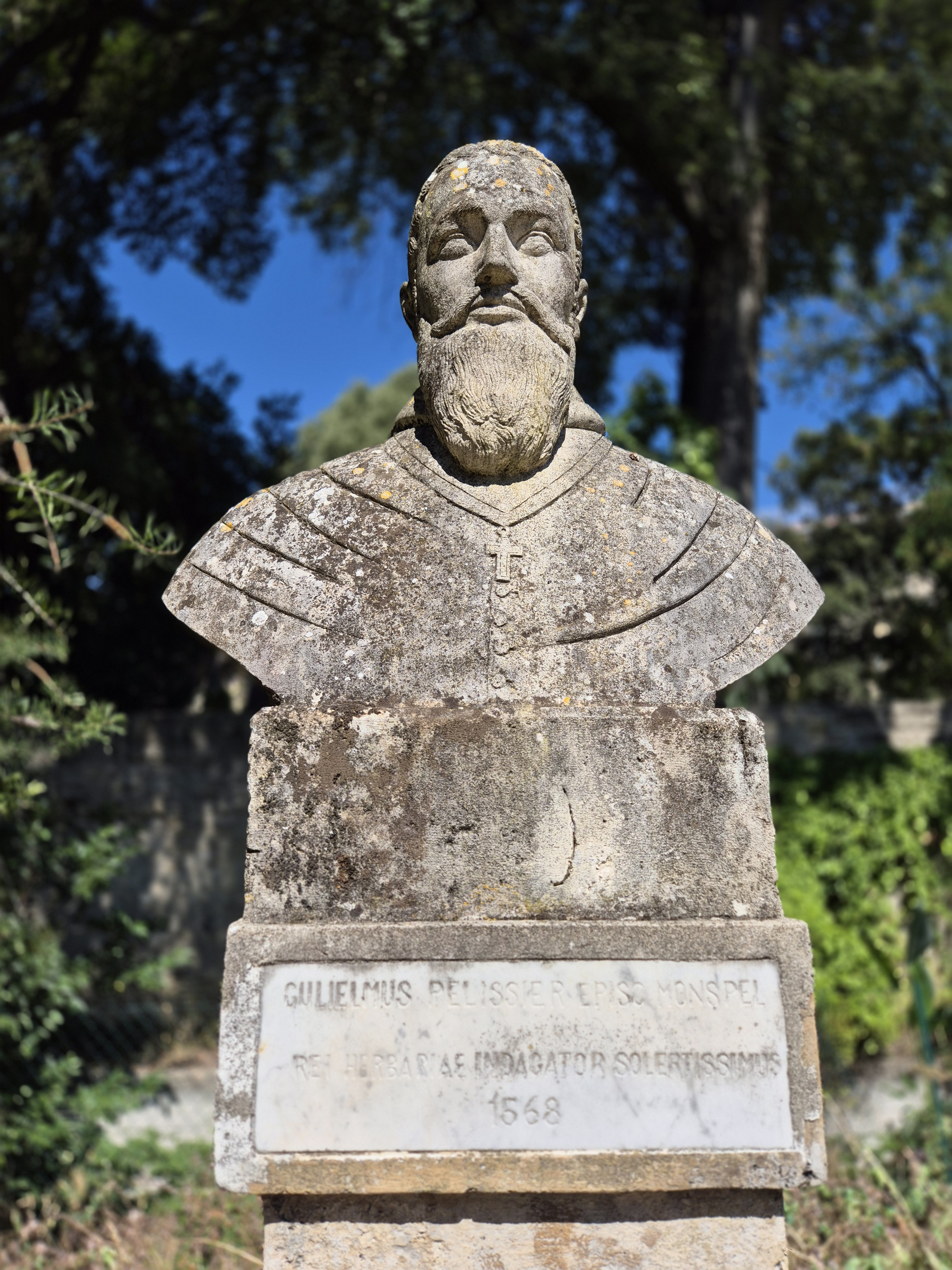
Buste de l'évêque Guillaume Pellicier.
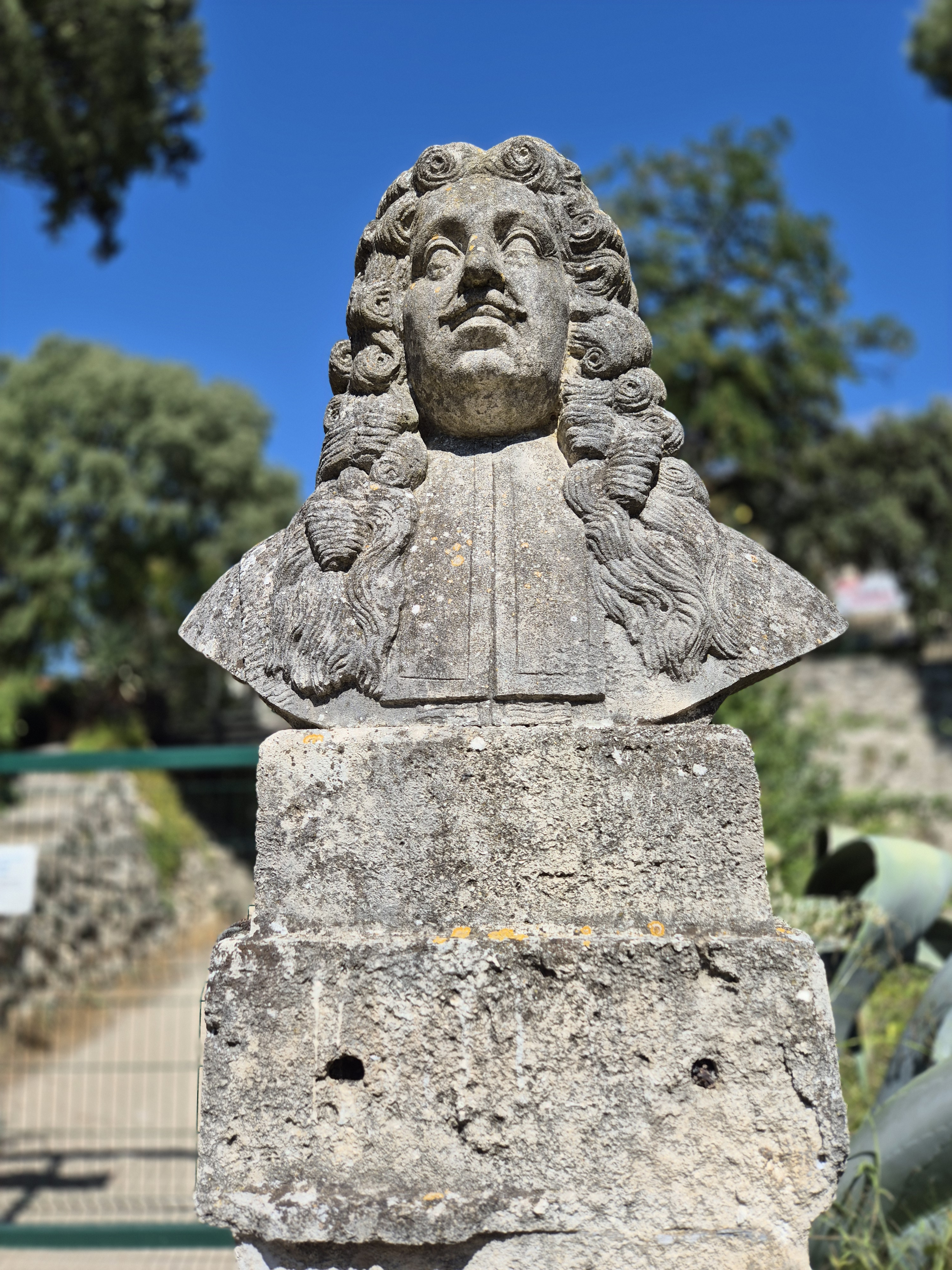
Buste de Pierre Magnol.
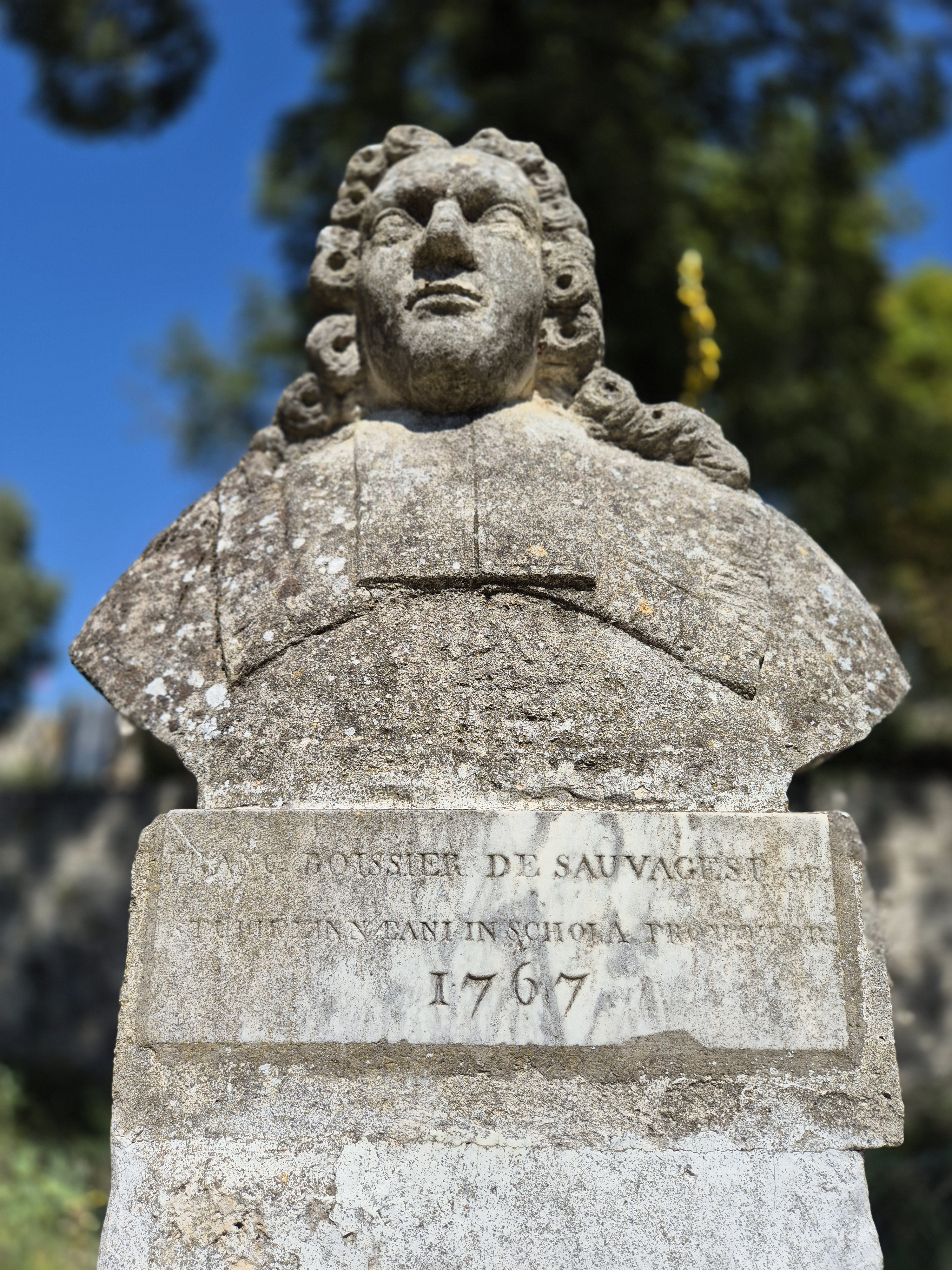
Buste de François Boissier de Sauvages.
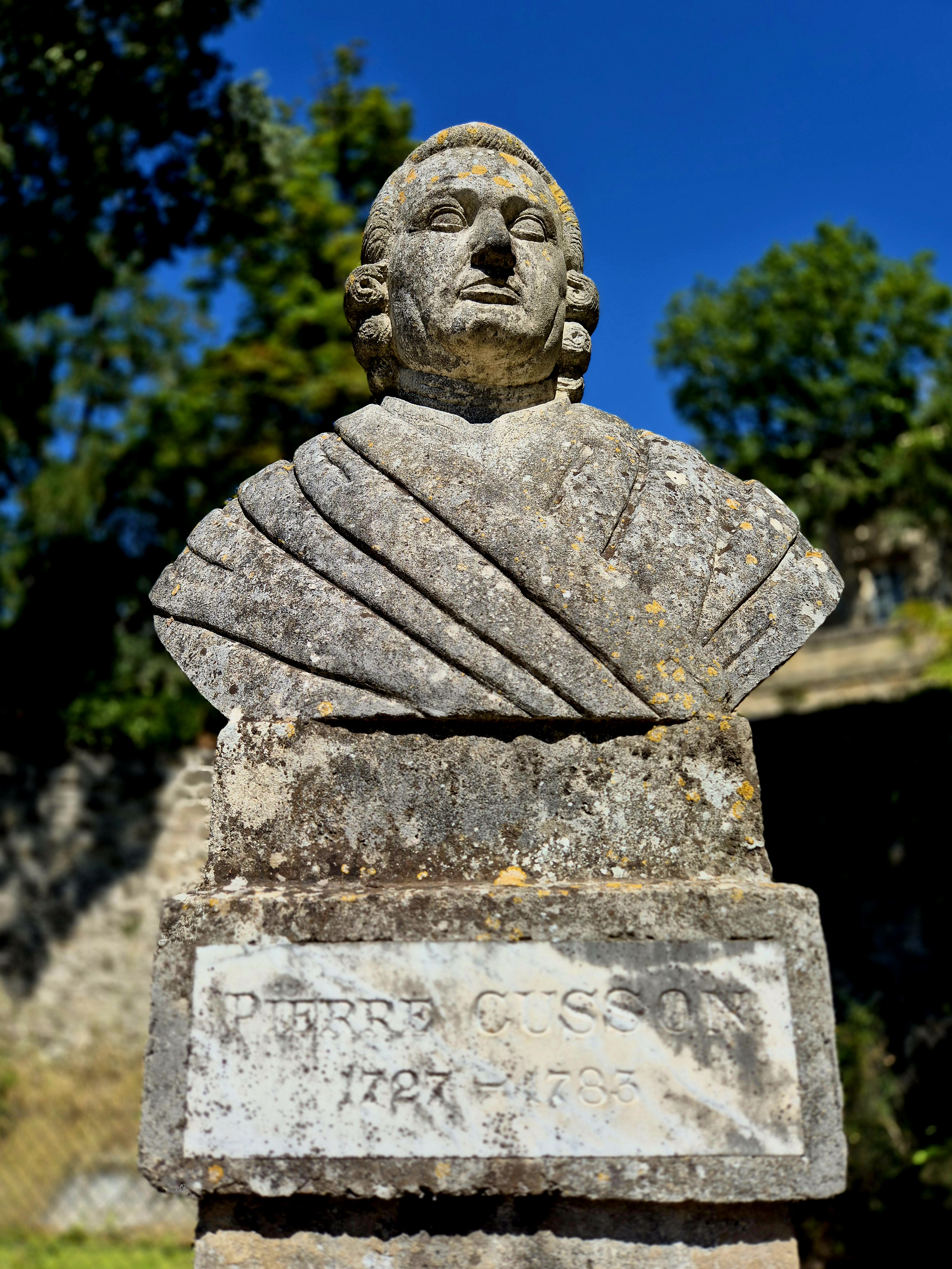
Buste du botaniste Pierre Cusson.
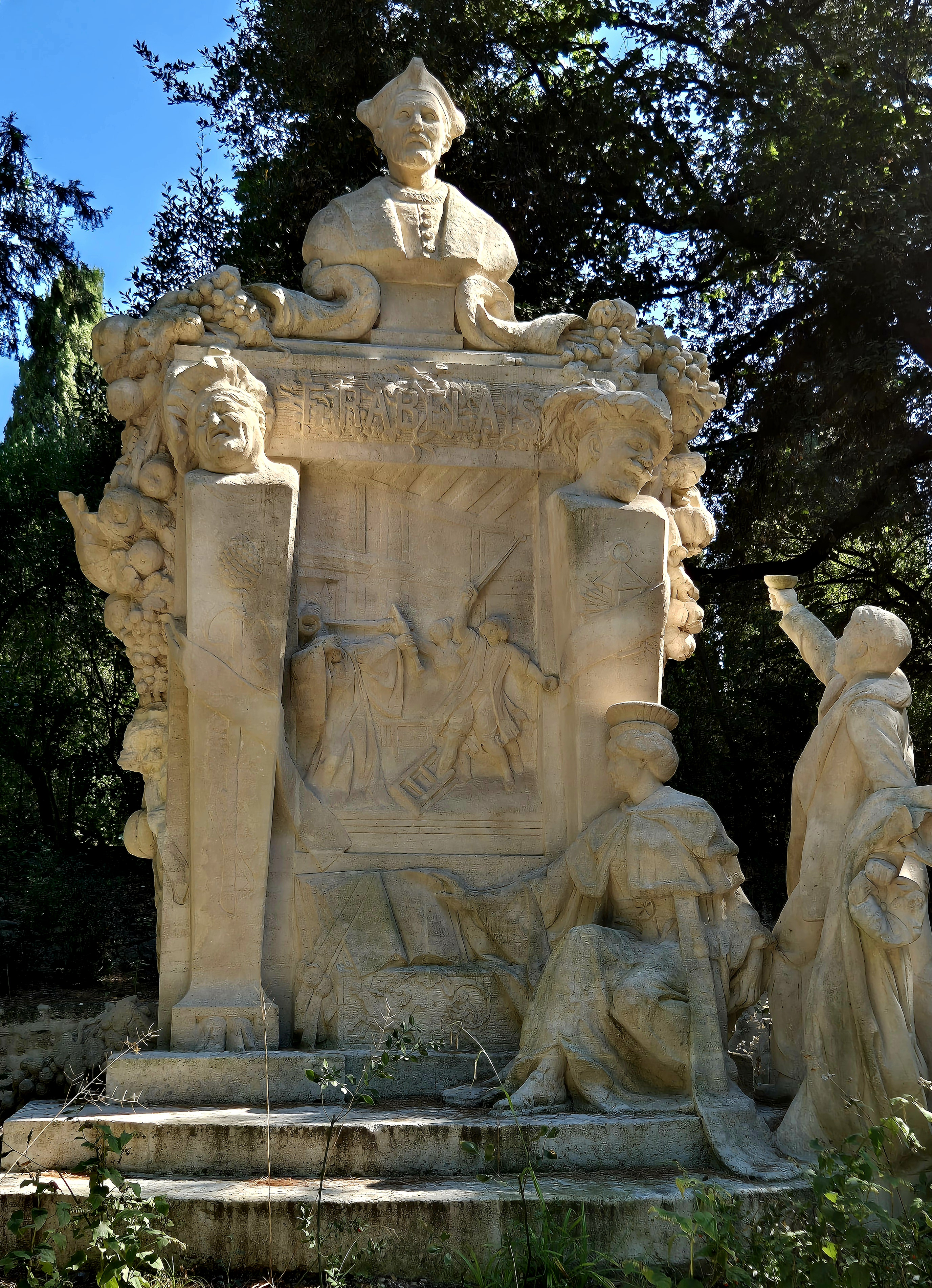
Monument en hommage à Rabelais par Jacques Villeneuve.
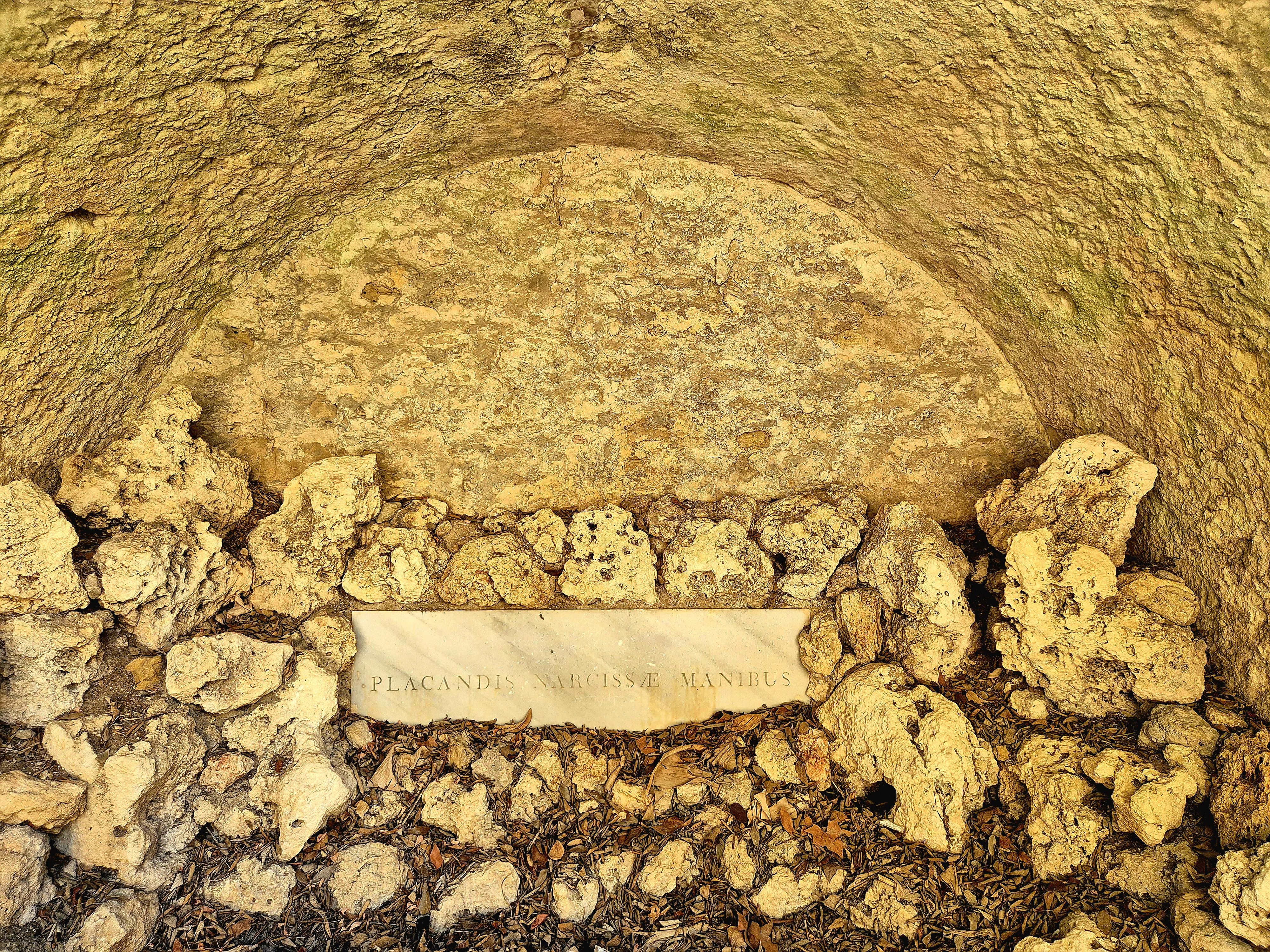
Cénotaphe de Narcissa Young.
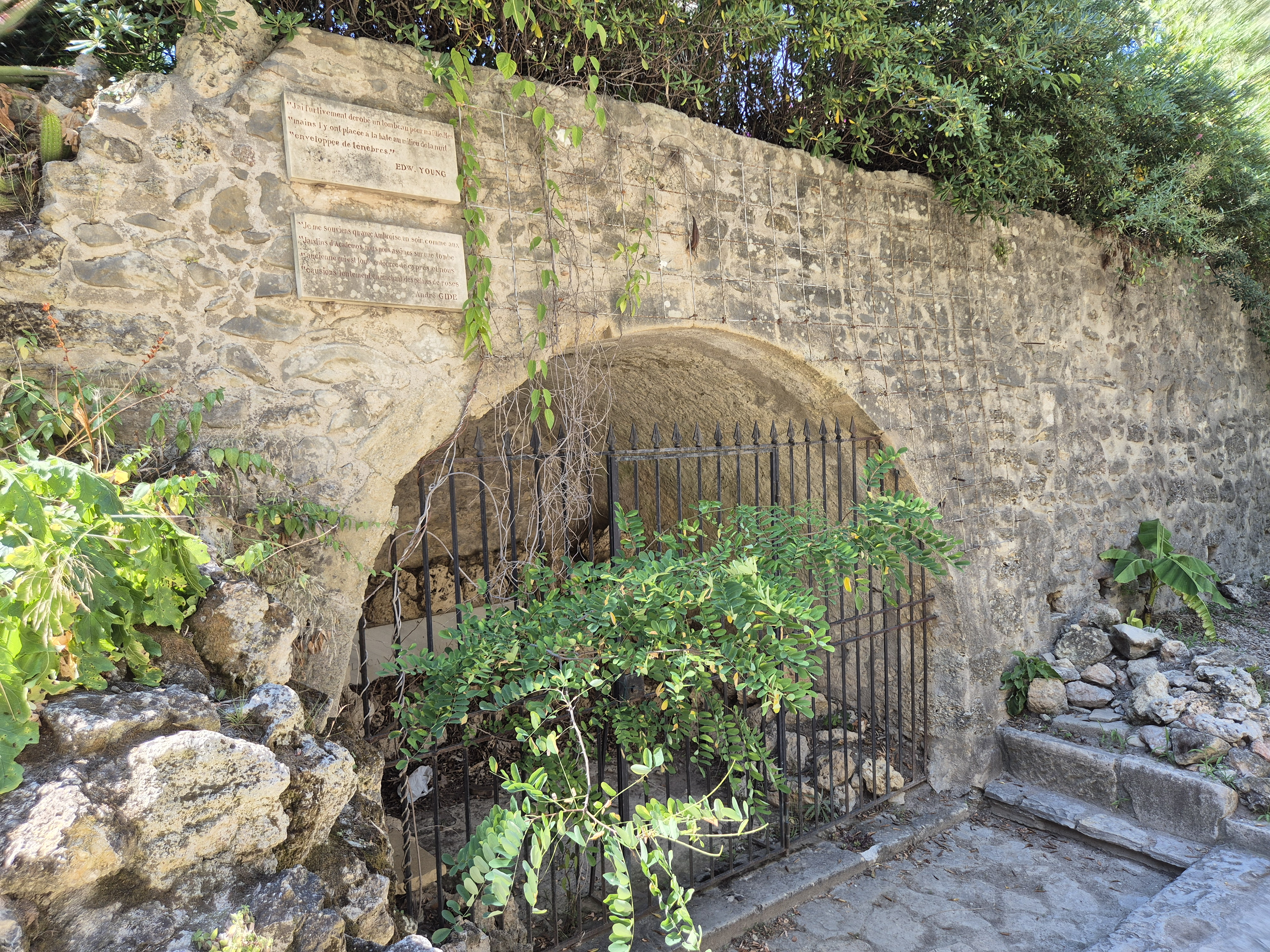
Les abords du tombeau de Narcissa avec des plaques portant des citations de Edward Young et André Gide.